# Tetracera maguirei
Tetracera maguirei är en tvåhjärtbladig växtart som beskrevs av Aymard och B.M.Boom. Tetracera maguirei ingår i släktet Tetracera och familjen Dilleniaceae. Inga underarter finns listade i Catalogue of Life.